# أزمة حكومة المملكة المتحدة أكتوبر 2022
في سبتمبر وأكتوبر 2022، واجهت حكومة المملكة المتحدة، بقيادة حزب المحافظين ورئيس الوزراء المعينة حديثًا ليز تراس، أزمة مصداقية.
بدأت الأزمة في أعقاب عرض الميزانية المصغرة للمملكة المتحدة في 23 سبتمبر 2022، والتي تلقتها الأسواق المالية العالمية بشكل سلبي. أدى ذلك في النهاية إلى إقالة وزير الخزانة، كواسي كوارتنج، في 14 أكتوبر، وتعيين جيريمي هنت مكانه. في الأيام التالية، تعرضت تراس لضغوط متزايدة لعكس المزيد من عناصر الميزانية المصغرة لإرضاء الأسواق، وبحلول 17 أكتوبر، دعا خمسة أعضاء محافظين في البرلمان إلى استقالتها.
في 19 أكتوبر، استقالت وزيرة الداخلية سويلا برافرمان بسبب مخالفة فنية للقانون الوزاري، بعد خلاف مع تراس حول إصلاح نظام الهجرة. كان خطاب استقالة برافرمان ينتقد تراس بشدة. في ذلك المساء، صوت أعضاء البرلمان على اقتراح مقدم من حزب العمال لإتاحة الوقت لمناقشة حظر التكسير الهيدروليكي في المملكة المتحدة، والذي عارضته الحكومة. تسبب التصويت في ارتباك بين أعضاء البرلمان من حزب المحافظين الذين لم يتضح لهم ما إذا كان يجري التعامل معه على أنه تصويت على الثقة، أو ما إذا كان رئيس السوط (المسؤول عن توجيه نواب الحزب) ونائبه قد استقالوا. كما كانت هناك مزاعم بأن بعض زملائهم جرى التعامل معهم بخشونة في ردهة التصويت.
في 20 أكتوبر، أعلنت تراس أنها ستستقيل، لكنها ستبقى في المنصب حتى يختار حزب المحافظين خليفة لها. ومن المتوقع أن تنتهي انتخابات القيادة في الحزب في 28 أكتوبر. شغلت تراس منصبها لمدة 45 يومًا قبل إعلان استقالتها، وبذلك تكون في يوم مغادرتها المتوقع صاحبة أقصر فترة ولاية لرئيسة وزراء في تاريخ المملكة المتحدة.

## خلفية
بعد إعلان بوريس جونسون عن نيته الاستقالة من منصب زعيم حزب المحافظين ورئيس وزراء المملكة المتحدة في 7 يوليو 2022، فازت ليز تراس في انتخابات قيادة حزب المحافظين وأصبحت رئيسة للوزراء في 6 سبتمبر. في 23 سبتمبر، ألقى وزير الخزانة كواسي كوارتنج بيانًا ماليًا يُشار إليه على نطاق واسع باسم الميزانية المصغرة، مما أدى إلى رد فعل سلبي كبير في السوق – بما في ذلك انخفاض الجنيه الإسترليني إلى أدنى مستوى قياسي مقابل الدولار الأمريكي وزيادة حادة في تكلفة الاقتراض الحكومي. أدى ذلك إلى إقالة تراس لكوارتنج من منصبه في 14 أكتوبر وتعيين جيريمي هنت بديلًا له، وقام هنت بعكس معظم الإجراءات في الميزانية المصغرة.
وفقًا لصحيفة الديلي تلغراف، كان هناك ما لا يقل عن خمسة أعضاء محافظين في البرلمان (MPs) يطالبون باستقالة ليز تراس بحلول 17 أكتوبر. وهم كريسبين بلانت وأندرو بريدجن وأنجيلا ريتشاردسون وتشارلز ووكر وجيمي واليس. في مقابلة مع كريس ماسون مراسل بي بي سي في ذلك المساء، قالت تراس إنها «تأسف على الأخطاء التي ارتكبت» لكنها ظلت «ملتزمة بالرؤية». وقالت أيضًا إنها ستقود حزب المحافظين إلى الانتخابات العامة القادمة. في 18 أكتوبر، دعا اللورد فروست أيضًا رئيسة الوزراء إلى الاستقالة.
في 17 و20 أكتوبر، عقدت تراس اجتماعات مع جراهام برادي، رئيس لجنة 1922. وذُكر أن الاجتماع الذي عقد في 17 أكتوبر قد تسبب في تفويت تراس لأسئلة عاجلة لرئيس الوزراء بعد ظهر ذلك اليوم نفسه طلبها زعيم المعارضة كير ستارمر ووافق عليها رئيس مجلس العموم، ليندسي هويل، وقام زعيم مجلس العموم، بيني موردونت، بالإجابة نيابة عن تراس. أثار غياب تراس انتقادات من عدد من النواب، بما في ذلك ستارمر، على الرغم من ظهور تراس في وقت لاحق لفترة وجيزة في مجلس النواب.

## الاستقالات والفصل
أًقيل كواسي كوارتنج من منصب وزير المالية في 14 أكتوبر بعد 38 يومًا فقط في المنصب، وخلفه جيريمي هنت. كذلك عُين إدوارد أرغار بمنصب السكرتير الأول للخزانة محل كريس فيلب.
في 19 أكتوبر، استقالت سويلا برافرمان من منصب وزيرة الداخلية، وحل محلها جرانت شابس.
في 20 أكتوبر، أعلنت تراس عزمها على الاستقالة من منصب رئيس الوزراء.

## البرلمان
في 19 أكتوبر 2022، قدم حزب العمال اقتراحًا لتقديم مشروع قانون لحظر التكسير الهيدروليكي في المملكة المتحدة. جرى معارضة الاقتراح وفازت به الحكومة بسهولة بأغلبية 96. وقال سياط (مسؤول) حزب المحافظين إن هذا الاقتراح سيعامل على أنه تصويت على الثقة. بعد فترة وجيزة، انضم وليام وراج إلى النواب المطالبين باستقالة رئيسة الوزراء، ليصبح النائب السادس الذي يدعو علنًا إلى استقالة رئيسة الوزراء. لم يصوت العديد من النواب المحافظين ضد الاقتراح. أثناء التصويت، كان يُعتقد أن رئيس سوط (مسؤول) حزب المحافظين، ويندي مورتون، ونائبه، كريج ويتاكر، قد استقالا وقال ويتاكر: «أنا غاضب جدًا ولم أعد أهتم بعد الآن». في وقت لاحق، ذُكر أنهما لم يفعلا ذلك، وبقيا في منصبيهما.
ووصف عضو برلماني التصويت بأنه «فوضى» وسط مزاعم، نفاها وزراء الحكومة، بأن سياط حزب المحافظين قد تعاملوا بخشونة مع أعضاء مجلس النواب في البرلمان ليصوتوا ضدها. ذكر النائب العمالي كريس براينت ادعاءات على قناة سكاي نيوز، قائلاً إنه رأى أعضاء البرلمان «يتعاملون بخشونة من خلال لوبي التصويت»، وذكر اسم نائب رئيس الوزراء تيريز كوفي، إلى جانب جاكوب ريس موج، حيث رآهم في «المجموعة». في وقت لاحق من ذلك المساء، أعلن رئيس مجلس النواب، ليندسي هويل، أنه طلب من مسؤول الأمن (سرجنت أوف آرمز Serjeant at Arms) ومسؤولين برلمانيين آخرين التحقيق في تلك الادعاءات التي وردت بشأن الحادث.

## ردود الفعل

### استطلاعات الرأي

أظهر استطلاع الرأي وجود فجوة واسعة تتشكل بين حزب المحافظين وحزب العمال بعد ميزانية تراس المصغرة.

أفاد استطلاع يوجوف لأعضاء حزب المحافظين الذي نُشر في 18 أكتوبر أن الغالبية منهم أرادوا أن تستقيل تراس، وكان بوريس جونسون الأكثر شعبية بديلًا لها، يليه بن والاس، ثم ريشي سوناك، ثم بيني موردونت، ثم كيمي بادنوك، ثم جيريمي هنت، وأخيرًا سويلا برافرمان.

### المراهنات
اعتبارًا من منتصف أكتوبر، كان صانعو المراهنات يأخذون احتمالات تاريخ استقالة تراس. وضع وكلاء المراهنات سوناك في المرتبة الأولى في قائمة خلفاء رئيسة الوزراء المحافظين المحتملين، يليه بالترتيب هنت وموردونت ووالاس وجونسون.

## تشبيهات الخس
في 11 أكتوبر، نشرت ذي إيكونوميست مقالًا ينتقد تراس، وعلقت فيه على أن لديها سبعة أيام في السيطرة على الاقتصاد. حيث كتبت الصحيفة: «هذا هو تقريبا العمر الافتراضي للخس.» في 14 أكتوبر، بدأت صحيفة الديلي ستار في بث مباشر على موقع يوتيوب يصور «خس» يرتدي زي تراس لمعرفة ما إذا كان سيذبل قبل استقالة رئيسة الوزراء، وهو ما لم يحدث. في 19 أكتوبر، بعد استقالة برافرمان، نُشر تصوير للخس مع طبق من التوفو للسخرية من برافرمان، التي هاجمت في اليوم السابق مجموعات الاحتجاج المناخي بما في ذلك Insulate Britain وJust Stop Oil من خلال وصفهم بأنهم «يأكلون التوفو». في مقابلة مع سكاي نيوز هاجم النائب العمالي كريس براينت الحكومة بقوله: «ليس لدينا حكومة. قد يكون لديك أيضًا، أعني، الخس أيضًا ربما يدير البلد أو التوفو.»

## ملحوظات
1. ↑  كانت أقصر مدة هي لـ آرثر ويلزلي، حيث مكث 23 يومًا، لكن مدة حكمه الأولى كانت عامين و233 يومًا.